# Cravolândia
Cravolândia är en kommun i Brasilien.   Den ligger i delstaten Bahia, i den östra delen av landet, 900 km öster om huvudstaden Brasília. Antalet invånare är 5 042.
Omgivningarna runt Cravolândia är en mosaik av jordbruksmark och naturlig växtlighet. Runt Cravolândia är det ganska glesbefolkat, med 43 invånare per kvadratkilometer.